# Тель-Балата
Тель-Балата (араб. تل بلاطة‎) — телль, место развалин ханаанского / древнеизраильского города на палестинском (см. Палестинская автономия) западном берегу реки Иордан.. Застроенная территория Балата, палестинская деревня в пригороде Наблуса, покрывает примерно треть холма и выходит на обширную равнину на востоке. Палестинская деревня Салим находится в 4,5 км на востоке.
Место находится в списке инвентаризации культурного и природного наследия ЮНЕСКО. Эксперты оценивают возраст башен и зданий в 5 000 лет, и относят к Медному и Бронзовому веку.

## Древний Шхем
Традиционно это место отождествляют с библейским самарийским городом Сихем (Шхем) на основании косвенных доказательств, таких, как его местоположение и предварительные данные жилья во время поздней бронзового и раннего железного веков.
По словам Иосифа Флавия, Сихем был разрушен Гирканом,
Тель Балата лежит на горе между горой Гризим и горой Ибаль, то есть соответствует библейскому описанию Сихема. Нет письменных доказательств в поддержку этого предположения, и возможны другие варианты расположения библейского Шхема; например, Й. Маген считает, что город находился рядом, на горе Гризим.

## Археология
Впервые раскопки этого места были проведены немецкой командой Эрнста Селлина в 1913—1914 годах. После первой мировой войны работы Селлина продолжились в период с 1926 до 1934 года. Последние несколько лет раскопки вел Г. Велктер
.
Раскопки также велись Американской школой ориентальных исследователей Университета Дрю, и семинарией McCormick в течение 8 сезонов, с 1956 до 1964, когда Западный Берег был под властью Иордании
. В дальнейшем раскопки велись палестинскими археологами и студентами Лейденского университета в Нидерландах, и финансировались Голландским правительством.
Согласно финальному отчету 2002 года стратиграфические и архитектурные свидетельства говорят о том, что Тель-Балата перестал быть обитаемым в период с конца позднего бронзового века (примерно 1150 до н. э.) до раннего железного века II (около 975 до н. э.). Был обнаружен небольшой четырёхугольный алтарь, похожий на обнаруженные в других раскопках Железного Века, например Тель Арад и Тель Дан, который, возможно, использовался для сжигания благовоний.
Самая древняя монета, обнаруженная в Палестине, грекомакедонская электрум, датируемая примерно 500 годом до н. э., была найдена в Тел-Балате. Есть свидетельства того, что место было обитаемо в Эллинистичеий период до конца II века до н. э. Эллинистический город был основан в четвёртом веке до н. э., и простирался на 6 гектаров. На зданиях есть следы серьезных разрушений приблизительно 190 года до н. э., что соответствует завоеванию Израиля Антиохом III Великим. Город продолжал быть заселенным до окончательного разрушения в конце II века до н. э.